# Japans curlingteam (mannen)
Het Japanse curlingteam vertegenwoordigt Japan in internationale curlingwedstrijden.

## Geschiedenis
Japan nam voor het eerst deel aan een groot toernooi tijdens het Pacifisch-Aziatisch kampioenschap van 1991 in Sagamihara, in eigen land. De eerste interland ooit werd met grote cijfers verloren van Australië: 15-4. Datzelfde Australië zorgde twee jaar later voor de grootste nederlaag in de Japanse geschiedenis, door het team met 16-0 te verslaan. Japan won in totaal vier titels op het Pacifisch-Aziatisch kampioenschap: in 1999, 2001, 2016 en 2018. Het toernooi werd in 2021 opgeheven. In 2022 nam Japan deel aan het nieuwe pan-continentaal kampioenschap. Het land eindigde op de vierde plaats. Een jaar later werd de bronzen medaille gewonnen, en in 2024 werd zilver behaald.
Japan nam tot op heden zestien keer deel aan het wereldkampioenschap. De vierde plaats in 2016 en 2019 was tot nu toe het hoogst haalbare. Op de Olympische Winterspelen was Japan tot nu toe twee keer present. In 1998 eindigde het Japanse team in eigen land op de vijfde plek, in 2018 op de achtste plaats.

## Japan op de Olympische Spelen
| \| Jaar \| Plaats \| Skip \| WG \| W \| V \| PV \| PT \| \| ---- \| ------------- \| --------------- \| ------------- \| ------------- \| ------------- \| ------------- \| ------------- \| \| 1924 \| Geen deelname \| Geen deelname \| Geen deelname \| Geen deelname \| Geen deelname \| Geen deelname \| Geen deelname \| \| 1998 \| 5 \| Makoto Tsuruga \| 8 \| 3 \| 5 \| 40 \| 47 \| \| 2002 \| Geen deelname \| Geen deelname \| Geen deelname \| Geen deelname \| Geen deelname \| Geen deelname \| Geen deelname \| \| 2006 \| Geen deelname \| Geen deelname \| Geen deelname \| Geen deelname \| Geen deelname \| Geen deelname \| Geen deelname \| \| 2010 \| Geen deelname \| Geen deelname \| Geen deelname \| Geen deelname \| Geen deelname \| Geen deelname \| Geen deelname \| \| 2014 \| Geen deelname \| Geen deelname \| Geen deelname \| Geen deelname \| Geen deelname \| Geen deelname \| Geen deelname \| \| 2018 \| 8 \| Yusuke Morozumi \| 9 \| 4 \| 5 \| 48 \| 56 \| \| 2022 \| Geen deelname \| Geen deelname \| Geen deelname \| Geen deelname \| Geen deelname \| Geen deelname \| Geen deelname \| |               |                 |               |               |               |               |               |
| Jaar | Plaats        | Skip            | WG            | W             | V             | PV            | PT            |
| 1924 | Geen deelname | Geen deelname   | Geen deelname | Geen deelname | Geen deelname | Geen deelname | Geen deelname |
| 1998 | 5             | Makoto Tsuruga  | 8             | 3             | 5             | 40            | 47            |
| 2002 | Geen deelname | Geen deelname   | Geen deelname | Geen deelname | Geen deelname | Geen deelname | Geen deelname |
| 2006 | Geen deelname | Geen deelname   | Geen deelname | Geen deelname | Geen deelname | Geen deelname | Geen deelname |
| 2010 | Geen deelname | Geen deelname   | Geen deelname | Geen deelname | Geen deelname | Geen deelname | Geen deelname |
| 2014 | Geen deelname | Geen deelname   | Geen deelname | Geen deelname | Geen deelname | Geen deelname | Geen deelname |
| 2018 | 8             | Yusuke Morozumi | 9             | 4             | 5             | 48            | 56            |
| 2022 | Geen deelname | Geen deelname   | Geen deelname | Geen deelname | Geen deelname | Geen deelname | Geen deelname |

## Japan op het wereldkampioenschap
| Jaar | Plaats        | Skip          | WG            | W             | V             | PV            | PT            |
| ---- | ------------- | ------------- | ------------- | ------------- | ------------- | ------------- | ------------- |
| 1959 | Geen deelname | Geen deelname | Geen deelname | Geen deelname | Geen deelname | Geen deelname | Geen deelname |
| 1960 | Geen deelname | Geen deelname | Geen deelname | Geen deelname | Geen deelname | Geen deelname | Geen deelname |
| 1961 | Geen deelname | Geen deelname | Geen deelname | Geen deelname | Geen deelname | Geen deelname | Geen deelname |
| 1962 | Geen deelname | Geen deelname | Geen deelname | Geen deelname | Geen deelname | Geen deelname | Geen deelname |
| 1963 | Geen deelname | Geen deelname | Geen deelname | Geen deelname | Geen deelname | Geen deelname | Geen deelname |
| 1964 | Geen deelname | Geen deelname | Geen deelname | Geen deelname | Geen deelname | Geen deelname | Geen deelname |
| 1965 | Geen deelname | Geen deelname | Geen deelname | Geen deelname | Geen deelname | Geen deelname | Geen deelname |
| 1966 | Geen deelname | Geen deelname | Geen deelname | Geen deelname | Geen deelname | Geen deelname | Geen deelname |
| 1967 | Geen deelname | Geen deelname | Geen deelname | Geen deelname | Geen deelname | Geen deelname | Geen deelname |
| 1968 | Geen deelname | Geen deelname | Geen deelname | Geen deelname | Geen deelname | Geen deelname | Geen deelname |
| 1969 | Geen deelname | Geen deelname | Geen deelname | Geen deelname | Geen deelname | Geen deelname | Geen deelname |
| 1970 | Geen deelname | Geen deelname | Geen deelname | Geen deelname | Geen deelname | Geen deelname | Geen deelname |
| 1971 | Geen deelname | Geen deelname | Geen deelname | Geen deelname | Geen deelname | Geen deelname | Geen deelname |
| 1972 | Geen deelname | Geen deelname | Geen deelname | Geen deelname | Geen deelname | Geen deelname | Geen deelname |
| 1973 | Geen deelname | Geen deelname | Geen deelname | Geen deelname | Geen deelname | Geen deelname | Geen deelname |
| 1974 | Geen deelname | Geen deelname | Geen deelname | Geen deelname | Geen deelname | Geen deelname | Geen deelname |
| 1975 | Geen deelname | Geen deelname | Geen deelname | Geen deelname | Geen deelname | Geen deelname | Geen deelname |
| 1976 | Geen deelname | Geen deelname | Geen deelname | Geen deelname | Geen deelname | Geen deelname | Geen deelname |
| 1977 | Geen deelname | Geen deelname | Geen deelname | Geen deelname | Geen deelname | Geen deelname | Geen deelname |
| 1978 | Geen deelname | Geen deelname | Geen deelname | Geen deelname | Geen deelname | Geen deelname | Geen deelname |
| 1979 | Geen deelname | Geen deelname | Geen deelname | Geen deelname | Geen deelname | Geen deelname | Geen deelname |
| 1980 | Geen deelname | Geen deelname | Geen deelname | Geen deelname | Geen deelname | Geen deelname | Geen deelname |
| 1981 | Geen deelname | Geen deelname | Geen deelname | Geen deelname | Geen deelname | Geen deelname | Geen deelname |
| 1982 | Geen deelname | Geen deelname | Geen deelname | Geen deelname | Geen deelname | Geen deelname | Geen deelname |
| 1983 | Geen deelname | Geen deelname | Geen deelname | Geen deelname | Geen deelname | Geen deelname | Geen deelname |
| 1984 | Geen deelname | Geen deelname | Geen deelname | Geen deelname | Geen deelname | Geen deelname | Geen deelname |
| 1985 | Geen deelname | Geen deelname | Geen deelname | Geen deelname | Geen deelname | Geen deelname | Geen deelname |
| 1986 | Geen deelname | Geen deelname | Geen deelname | Geen deelname | Geen deelname | Geen deelname | Geen deelname |
| 1987 | Geen deelname | Geen deelname | Geen deelname | Geen deelname | Geen deelname | Geen deelname | Geen deelname |
| 1988 | Geen deelname | Geen deelname | Geen deelname | Geen deelname | Geen deelname | Geen deelname | Geen deelname |
| 1989 | Geen deelname | Geen deelname | Geen deelname | Geen deelname | Geen deelname | Geen deelname | Geen deelname |
| 1990 | Geen deelname | Geen deelname | Geen deelname | Geen deelname | Geen deelname | Geen deelname | Geen deelname |
| 1991 | Geen deelname | Geen deelname | Geen deelname | Geen deelname | Geen deelname | Geen deelname | Geen deelname |

| Jaar | Plaats        | Skip               | WG            | W             | V             | PV            | PT            |
| ---- | ------------- | ------------------ | ------------- | ------------- | ------------- | ------------- | ------------- |
| 1992 | Geen deelname | Geen deelname      | Geen deelname | Geen deelname | Geen deelname | Geen deelname | Geen deelname |
| 1993 | Geen deelname | Geen deelname      | Geen deelname | Geen deelname | Geen deelname | Geen deelname | Geen deelname |
| 1994 | Geen deelname | Geen deelname      | Geen deelname | Geen deelname | Geen deelname | Geen deelname | Geen deelname |
| 1995 | Geen deelname | Geen deelname      | Geen deelname | Geen deelname | Geen deelname | Geen deelname | Geen deelname |
| 1996 | Geen deelname | Geen deelname      | Geen deelname | Geen deelname | Geen deelname | Geen deelname | Geen deelname |
| 1997 | Geen deelname | Geen deelname      | Geen deelname | Geen deelname | Geen deelname | Geen deelname | Geen deelname |
| 1998 | Geen deelname | Geen deelname      | Geen deelname | Geen deelname | Geen deelname | Geen deelname | Geen deelname |
| 1999 | Geen deelname | Geen deelname      | Geen deelname | Geen deelname | Geen deelname | Geen deelname | Geen deelname |
| 2000 | 10            | Hiroaki Kashiwagi  | 9             | 1             | 8             | 39            | 82            |
| 2001 | Geen deelname | Geen deelname      | Geen deelname | Geen deelname | Geen deelname | Geen deelname | Geen deelname |
| 2002 | 9             | Hiroaki Kashiwagi  | 9             | 2             | 7             | 40            | 67            |
| 2003 | Geen deelname | Geen deelname      | Geen deelname | Geen deelname | Geen deelname | Geen deelname | Geen deelname |
| 2004 | Geen deelname | Geen deelname      | Geen deelname | Geen deelname | Geen deelname | Geen deelname | Geen deelname |
| 2005 | Geen deelname | Geen deelname      | Geen deelname | Geen deelname | Geen deelname | Geen deelname | Geen deelname |
| 2006 | 11            | Yoshiyuki Ohmiya   | 11            | 2             | 9             | 53            | 81            |
| 2007 | Geen deelname | Geen deelname      | Geen deelname | Geen deelname | Geen deelname | Geen deelname | Geen deelname |
| 2008 | Geen deelname | Geen deelname      | Geen deelname | Geen deelname | Geen deelname | Geen deelname | Geen deelname |
| 2009 | 10            | Yusuke Morozumi    | 11            | 3             | 8             | 59            | 74            |
| 2010 | 12            | Makoto Tsuruga     | 11            | 1             | 10            | 53            | 86            |
| 2011 | Geen deelname | Geen deelname      | Geen deelname | Geen deelname | Geen deelname | Geen deelname | Geen deelname |
| 2012 | Geen deelname | Geen deelname      | Geen deelname | Geen deelname | Geen deelname | Geen deelname | Geen deelname |
| 2013 | 11            | Yusuke Morozumi    | 11            | 3             | 8             | 67            | 81            |
| 2014 | 5             | Yusuke Morozumi    | 12            | 7             | 5             | 81            | 78            |
| 2015 | 6             | Yusuke Morozumi    | 11            | 5             | 6             | 72            | 66            |
| 2016 | 4             | Yusuke Morozumi    | 13            | 8             | 5             | 79            | 72            |
| 2017 | 7             | Yusuke Morozumi    | 11            | 5             | 6             | 70            | 73            |
| 2018 | 11            | Masaki Iwai        | 12            | 3             | 9             | 60            | 87            |
| 2019 | 4             | Yuta Matsumura     | 15            | 10            | 5             | 95            | 94            |
| 2021 | 4             | Yuta Matsumura     | 13            | 6             | 7             | 74            | 85            |
| 2022 | Geen deelname | Geen deelname      | Geen deelname | Geen deelname | Geen deelname | Geen deelname | Geen deelname |
| 2023 | 7             | Riku Yanagisawa    | 12            | 5             | 7             | 69            | 76            |
| 2024 | 11            | Shinya Abe         | 12            | 3             | 9             | 64            | 87            |
| 2025 | 9             | Tsuyoshi Yamaguchi | 12            | 5             | 7             | 71            | 93            |

## Japan op het Pacifisch-Aziatisch kampioenschap
| Jaar | Plaats | Skip              | WG | W | V | PV | PT |
| ---- | ------ | ----------------- | -- | - | - | -- | -- |
| 1991 | 2      | Shigenori Sato    | 4  | 1 | 3 | 33 | 48 |
| 1992 | 2      | Shigenori Sato    | 5  | 2 | 3 | 28 | 37 |
| 1993 | 2      | Shigenori Sato    | 6  | 2 | 4 | 35 | 58 |
| 1994 | 2      | Shigenori Sato    | 5  | 2 | 3 | 29 | 34 |
| 1995 | 2      | Yoshiyuki Ohmiya  | 5  | 2 | 3 | 28 | 19 |
| 1996 | 2      | Makoto Tsuruga    | 7  | 5 | 2 | 74 | 40 |
| 1997 | 2      | Yoshiyuki Ohmiya  | 7  | 4 | 3 | 58 | 34 |
| 1998 | 2      | Makoto Tsuruga    | 8  | 4 | 4 | 56 | 51 |
| 1999 | 1      | Makoto Tsuruga    | 8  | 6 | 2 | 55 | 35 |
| 2000 | 3      | Hiroaki Kashiwagi | 7  | 2 | 5 | 35 | 45 |
| 2001 | 1      | Hiroaki Kashiwagi | 10 | 8 | 2 | 77 | 45 |
| 2002 | 3      | Hiroaki Kashiwagi | 12 | 9 | 3 | 91 | 68 |
| 2003 | 4      | Hiroaki Kashiwagi | 9  | 4 | 5 | 47 | 64 |
| 2004 | 3      | Hiroaki Kashiwagi | 9  | 5 | 4 | 47 | 43 |
| 2005 | 2      | Yoshiyuki Ohmiya  | 9  | 4 | 5 | 53 | 59 |

| Jaar | Plaats | Skip              | WG | W | V | PV  | PT |
| ---- | ------ | ----------------- | -- | - | - | --- | -- |
| 2006 | 4      | Hiroaki Kashiwagi | 9  | 3 | 6 | 53  | 53 |
| 2007 | 4      | Yusuke Morozumi   | 8  | 4 | 4 | 50  | 52 |
| 2008 | 2      | Yusuke Morozumi   | 14 | 6 | 8 | 83  | 90 |
| 2009 | 2      | Yusuke Morozumi   | 12 | 9 | 3 | 94  | 58 |
| 2010 | 6      | Makoto Tsuruga    | 10 | 2 | 8 | 46  | 82 |
| 2011 | 6      | Makoto Tsuruga    | 10 | 1 | 9 | 55  | 80 |
| 2012 | 2      | Yusuke Morozumi   | 9  | 6 | 3 | 57  | 49 |
| 2013 | 2      | Yusuke Morozumi   | 11 | 9 | 3 | 98  | 66 |
| 2014 | 2      | Yusuke Morozumi   | 8  | 7 | 1 | 62  | 27 |
| 2015 | 2      | Yusuke Morozumi   | 9  | 7 | 2 | 84  | 51 |
| 2016 | 1      | Yusuke Morozumi   | 10 | 8 | 2 | 70  | 38 |
| 2017 | 3      | Yusuke Morozumi   | 10 | 9 | 1 | 104 | 32 |
| 2018 | 1      | Yuta Matsumura    | 10 | 9 | 1 | 92  | 41 |
| 2020 | 2      | Yuta Matsumura    | 11 | 9 | 2 | 99  | 58 |
| 2021 | 2      | Yusuke Morozumi   | 8  | 7 | 1 | 83  | 21 |

## Japan op het pan-continentaal kampioenschap
| \| Jaar \| Plaats \| Skip \| WG \| W \| V \| PV \| PT \| \| ---- \| ------ \| --------------- \| -- \| - \| - \| -- \| -- \| \| 2022 \| 4 \| Riku Yanagisawa \| 9 \| 3 \| 6 \| 56 \| 59 \| \| 2023 \| 3 \| Riku Yanagisawa \| 9 \| 7 \| 2 \| 71 \| 41 \| \| 2024 \| 2 \| Shinya Abe \| 9 \| 5 \| 4 \| 54 \| 40 \| |        |                 |    |   |   |    |    |
| Jaar | Plaats | Skip            | WG | W | V | PV | PT |
| 2022 | 4      | Riku Yanagisawa | 9  | 3 | 6 | 56 | 59 |
| 2023 | 3      | Riku Yanagisawa | 9  | 7 | 2 | 71 | 41 |
| 2024 | 2      | Shinya Abe      | 9  | 5 | 4 | 54 | 40 |

Andorra · Australië · België · Bosnië en Herzegovina · Brazilië · Bulgarije · Canada · China · Chinees Taipei · Denemarken · Duitsland · Engeland · Estland · Filipijnen · Finland · Frankrijk · Georgië · Griekenland · Groot-Brittannië · Guyana · Hongarije · Hongkong · Ierland · IJsland · India · Israël · Italië · Jamaica · Japan · Kazachstan · Kenia · Kirgizië · Kroatië · Letland · Liechtenstein · Litouwen · Luxemburg · Mexico · Nederland · Nieuw-Zeeland · Nigeria · Noorwegen · Oekraïne · Oostenrijk · Polen · Portugal · Puerto Rico · Qatar · Roemenië · Rusland · Saoedi-Arabië · Schotland · Servië · Slovenië · Slowakije · Spanje · Thailand · Tsjechië · Tsjecho-Slowakije · Turkije · Verenigde Staten · Wales · Wit-Rusland · Zuid-Korea · Zweden · Zwitserland